# Алферьево (Сергиево-Посадский район)
Алфе́рьево — деревня в Сергиево-Посадском районе Московской области, в составе муниципального образования Сельское поселение Васильевское (до 29 ноября 2006 года входила в состав Васильевского сельского округа).

## Население
| 2002 | 2006 | 2010 |
| ---- | ---- | ---- |
| 8    | →8   | ↗21  |

## География
Алферьево расположено примерно в 26 км (по шоссе) на северо-запад от Сергиева Посада, на левом берегу реки Вели (левый приток Дубны), высота центра деревни над уровнем моря — 195 м. На 2016 год в деревне зарегистрировано 2 садовых товарищества.